# كاندامو
بلدية كاندامو (بالإسبانية: Candamo) هي بلدية تقع في منطقة أستورياس شمال غرب إسبانيا.

## الديموغرافيا
بلغ عدد سكان بلدية كاندامو 2.170 نسمة عام 2011 (وفقاً للمعهد الوطني للإحصاء الإسباني).
| 2.688 | 2.629 | 2.503 | 2.351 | 2.235 | 2.180 | 2.170 |